# 瓦爾博納峰
46°01′27″N 10°34′18″E / 46.02419°N 10.57153°E
瓦爾博納峰（義大利語：Cima di Valbona），是意大利的山峰，位於該國北部，由特倫蒂諾-上阿迪傑大區負責管轄，屬於阿達梅洛-普雷薩內拉阿爾卑斯山脈的一部分，海拔高度2,889米，每年平均降雨量1,592毫米。